# Проектное финансирование в строительной отрасли
Проектное финансирование в строительной отрасли — система финансирования строительства многоквартирных домов через эскроу-счета. Эскроу-счета — это специальные счёта условного депонирования, на которых аккумулируются денежные средства граждан до завершения строительства дома.
Согласно данной системе застройщик финансирует проект за счёт собственных средств либо банковских кредитов, а средства дольщиков (покупателей квартир) со счёта эскроу получает после сдачи проекта в эксплуатацию.
По данным Единой государственной информационной системы жилищного строительства, по состоянию на март 2021 года с использованием счетов эскроу в России реализовывались многоквартирные проекты площадью 51,9 млн м² жилья — 56,5 % всего многоквартирного строительства в стране.

## История проектного финансирования в строительной отрасли
Проектное финансирование в строительстве впервые было введено в США в середине 1970-х годов. Например, для сделок с недвижимостью счёт эскроу открывается через Title Company — адвокатскую контору, выступающую со стороны продавца, и на него перечисляются средства при подписании контракта в качестве гарантии будущего платежа. Если покупатель не выполняет условий договора без уважительной причины, депозит переходит к продавцу. Если продавец нарушает договор, депозит возвращается покупателю. Около 40 млн американцев имеют ипотечные кредиты, обслуживаемые посредством эскроу-счетов. Для этой же цели счёт эскроу используется во многих других странах — в Австрии, Италии, Латвии, ОАЭ, Чехии и других странах.
В России система специальных счетов действует с 2014 года, однако первая такая сделка была проведена Сбербанком в апреле 2018 года. С 1 июля 2018 года вступили в силу поправки в 214-ФЗ «Об участии в долевом строительстве многоквартирных домов и иных объектов недвижимости и о внесении изменений в некоторые законодательные акты Российской Федерации», согласно которым для всех застройщиков вводится обязательное банковское сопровождение сделок.
Во время переходного периода, с 1 июля 2018 года по 30 июня 2019 года, использовался старый механизм привлечения средств граждан в строительство новостроек (долевое строительство) параллельно с новым — с помощью эскроу-счетов. С 1 июля 2019 года застройщики стали привлекать деньги граждан только на специальные счёта в уполномоченных банках. Деньги дольщиков на эскроу-счетах страхуются в Агентстве по страхования вкладов по аналогу с банковскими вкладами на сумму до 10 млн руб.
Минстрой России совместно с ЦБ РФ и ДОМ.РФ разработали рекомендации в целях определения оптимальных процедур взаимодействия уполномоченных банков и застройщиков при переходе на проектное финансирование объектов долевого жилищного строительства с использованием счетов эскроу. Первые специалисты, обладающие компетенциями в рамках проектного финансирования, в банковской сфере появились в России с запуском образовательной программы «Проект. Ф». Реализацией программы занималась компания ДОМ.РФ по поручению правительства. В августе 2019 года ДОМ.РФ совместно с консалтинговой компанией Oliver Wyman разработал современную модель оценки кредитного риска проектного финансирования застройщиков на основе анализа информации о застройщике и его проекте, поступающей в Единую государственную информационную систему жилищного строительства.
В январе 2021 года Банк ДОМ.РФ стал первым банком, направившим средства проектного финансирования на реализацию проекта индивидуального жилищного строительства (ИЖС) — жилой комплекс в Ломоносовском районе Ленинградской области.В 2021 году ДОМ.РФ запустил разработанный в рамках Единой информационной системы жилищного строительства агрегатор проектного финансирования, позволяющий застройщикам подавать заявки на проектное финансирование сразу в несколько банков.

## Причины отмены долевого строительства в России
Причиной изменений закона о долевом строительстве послужили регулярные жалобы обманутых граждан, так называемых обманутых дольщиков. Наиболее распространёнными случаями мошенничества были:
- заключение незаконных договоров, которые через суд после строительства объекта признавали недействительными;
- строительство на земле, не предназначенной для многоквартирных домов, которые после признаются самовольными постройками;
- продажа не принадлежащей застройщику недвижимости;
- заключение сделок с заложенным имуществом;
- банкротство застройщика.

В 2017 году официальное количество обманутых дольщиков составило 38,1 тыс. человек, однако, согласно ряду исследований, реальное количество пострадавших было несколько выше обнародованной статистики. По итогам I квартала 2018 года в России насчитывалось 842 проблемных строительных объекта, или 1261 дом. В данных жилищных кооперативах было заключено 80,3 тыс. договоров долевого участия дольщиками, которые попали в реестр пострадавших. За 2018 год было введено 67 так называемых долгостроев, только по 15 из них были приняты компенсационные меры. Всего в стране в 2018 году насчитывалось свыше 1,1 млн договоров долевого строительства на общую сумму 3,4 трлн руб.

## Основная идея проектного финансирования
В рамках проектного финансирования покупатель квартиры кладёт деньги на эскроу-счет банка, а продавец (застройщик) имеет право их получить после выполнения обязательств, заранее прописанных в договоре. Основное отличие проектного финансирования от традиционного договора долевого участия заключается в появлении так называемого эскроу-агента — банка, который контролирует выполнение условий договора.
Новый механизм расчётов выстроен таким образом, что средства за купленную квартиру вносятся на счёт после регистрации договора участия в долевом строительстве и замораживаются на нём до момента регистрации права собственности на первую квартиру в достроенном доме. В случае возникновения у застройщика проблем с завершением строительства дома покупатель всегда может рассчитывать на возврат уплаченной суммы. Новый вариант расчётов сделал невозможными ситуации, когда дольщик, заплатив застройщику полную стоимость квартиры, в случае замораживания строительства остаётся и без денег, и без квартиры.
Застройщикам проектное финансирование на строительство жилых домов выдают банки. Счета эскроу открываются в том же банке, который кредитует проект. Поэтому средства на эскроу являются источником дешёвого фондирования по кредитам застройщикам, а успешные продажи квартир на этапе строительства позволят застройщику снизить процент по кредиту.

## Некоторые результаты перехода к эскроу-счетам в России
Переход строительной отрасли на проектное финансирование по мнению ЦБ РФ успешен. Доверие граждан к рынку первичного жилья после реформы и перехода расчётов на счёта эскроу выросло до 70 % с 53 %. Рост количества счетов эскроу и остатков на них: на 1 сентября 2020 года 24 банками открыто 179,6 тыс. счетов эскроу, на которых депонировано более 0,6 трлн руб.
Ставки для застройщиков существенно ниже при наличии средств на счетах эскроу. Доля кредитов (по сумме лимита) с незначительными (до 50 %) накоплениями на счетах эскроу от задолженности составляет почти половину всего портфеля кредитов. Почти 1/3 портфеля занимают кредиты с накоплениями на счетах эскроу более 100 % задолженности. С учётом средств на счетах эскроу процентная ставка по 63 % договоров — менее 5 % годовых.
Не все проекты имеют потенциал для реализации и удовлетворяют требованиям банков. На 1 сентября 2020 года банки получили 4,9 тыс. заявок от застройщиков на получение кредитов для строительства объектов в 78 субъектах Российской Федерации. Из них 39 % банками одобрены, 18 % отклонены, 25 % отозваны самими застройщиками, а 18 % находились на рассмотрении к моменту оглашения статистики.
Кредитное качество проектного финансирования сохраняется на высоком уровне, несмотря на пандемию. Около 90 % договоров с задолженностью отнесены банками к I и II категориям качества.
К концу II квартала 2020 года на 1 руб. собственного капитала застройщиков приходилось 4,1 руб. обязательств. Практически каждое третье предприятие имело крайне высокий уровень долговой нагрузки (от 10 руб. и выше заёмных средств на 1 руб. собственного капитала). Господдержка спроса, застройщиков и банков оказывает большое влияние на отрасль. По данным ДОМ.РФ, к августу 2020 года более 150 застройщиков воспользовались государственной программой субсидирования ставок по кредитам организациям

## Порядок получения кредита застройщиком
Перед стартом продаж застройщик обращается в банк и договаривается об условиях сотрудничества. Также он передаёт в банк сведения об объекте, который планирует построить. Банки могут брать комиссию за открытие счёта — обычно до 1 % от суммы сделки. Эти расходы чаще всего берёт на себя застройщик.
Далее застройщик находит покупателя и подписывает с ним договор долевого участия (ДДУ). В документе он указывает реквизиты выбранного банка. Покупатель пишет заявление на открытие эскроу-счета и предоставляет необходимые документы. Обычно у физических лиц банки запрашивают только паспорт и зарегистрированный в Росреестре ДДУ. У юридического лица могут запросить документы, которые подтверждают полномочия представителя, например доверенность. А у индивидуальных предпринимателей — бухгалтерскую отчётность.
На следующем этапе покупатель переводит оплату, и банк автоматически блокирует деньги. Если недвижимость покупалась в ипотеку, средства переводит банк-кредитор. При этом покупатель может взять кредит в одном банке, а открыть эскроу-счёт в другом.

## Порядок заключения договора через эскроу-счет для покупателя
Первым делом застройщик получает разрешение на строительство и открывает в банке специальный расчётный счёт. Затем покупатель жилья подписывает с застройщиком договор долевого участия (ДДУ) в строительстве. Далее застройщик, банк и покупатель заключают трёхсторонний договор о создании счёта эскроу.
Банк открывает покупателю счёт эскроу. Застройщик и покупатель регистрируют ДДУ в Росреестре, после этого покупатель вносит деньги на счёт эскроу. Деньги хранятся в банке, пока не будут выполнены прописанные в ДДУ условия.
Застройщик вводит дом в эксплуатацию, и уже после завершения строительства деньги со счёта эскроу переводятся на специальный банковский счёт застройщика. На финишном этапе покупатель оформляет жильё в собственность.
Дольщик может открыть эскроу-счет в любом банке из перечня, опубликованного на официальном сайте Центробанка. Лидерами среди банков по открытию эскроу-счетов являются Сбербанк и Банк ДОМ.РФ (37 % открытых лимитов), средства на счетах эскроу составляют более 100 % кредитов, выданных на цели жилищного строительства.

## Гарантии при банкротстве застройщика или уполномоченного банка
При банкротстве застройщика судьба объекта будет зависеть от банка, банк начнёт либо поиск и привлечение нового застройщика, либо займётся выплатой дольщикам. Существуют дополнительные меры страхования средств дольщиков. Например, по кредитам с поручительством в случае банкротства застройщика ДОМ.РФ исполняет обязательства за заёмщика по гарантированной части кредита (до 80 % от суммы).
Изменениями в Инструкцию Банка России 180-И, принятыми в октябре 2018 года, риск-вес по кредитам, гарантированным ДОМ.РФ, был снижен со 100 % до 20 %. Это позволяет банкам кратно нарастить объём кредитования жилищного строительства в рамках имеющихся ограничений по капиталу, а банкам среднего размера — получить возможность кредитования крупных проектов комплексного развития, чего они раньше делать не могли по причине нехватки собственного капитала.
Если клиент купил жильё в ипотеку, но не получил его, ему возвращают только деньги с эскроу-счета. Застройщик не обязан компенсировать покупателю проценты, которые тот уже заплатил банку.
Обанкротиться может не только застройщик, но и банк, в котором открыт эскроу-счет. Чтобы обезопасить себя от потери денег, средства на счёту страхуют на все время строительства. Однако вернуть получится не больше 10 млн руб. с одного вкладчика, даже если у него открыто несколько эскроу-счетов.